# Alchemilla amblyodes
Alchemilla amblyodes är en rosväxtart som beskrevs av A. Plocek. Alchemilla amblyodes ingår i släktet daggkåpor, och familjen rosväxter. Inga underarter finns listade i Catalogue of Life.